# JR貨物UV48A形コンテナ
UV48A形コンテナ（UV48Aがたコンテナ）は、日本貨物鉄道（JR貨物）輸送用として籍を編入している31 ft私有コンテナ（通風コンテナ）である。
形式の数字部位「48」は、コンテナの容積を元に決定される。このコンテナ容積48 m3の算出は厳密には端数四捨五入計算のために、内容積47.5 m3 - 48.4 m3の間に属するコンテナが対象となる。
また形式末尾のアルファベット一桁部位「A」は、コンテナの使用用途（主たる目的）が「普通品の輸送」を表す記号として付与されている。

## 番台毎の概要

### 38000番台
38001 - 38020（20個）
日本通運所有。日通商事製作。片妻側一方開き、両側フルウイング仕様。規格外・ハローマーク（ 全高2,605 mm = H 表記、全長9,410 mm = L 表記、最大総重量19.6 t = G ）表記あり。
※「ECO LINER 31」表記。
※遮熱塗料が使用されている。U47A形と同じデザインだがコキ50000積載禁止の表記とエコレールマークの位置が少し異なる。
38016と38020が2022年4月よりF-LINEに貸し出された。

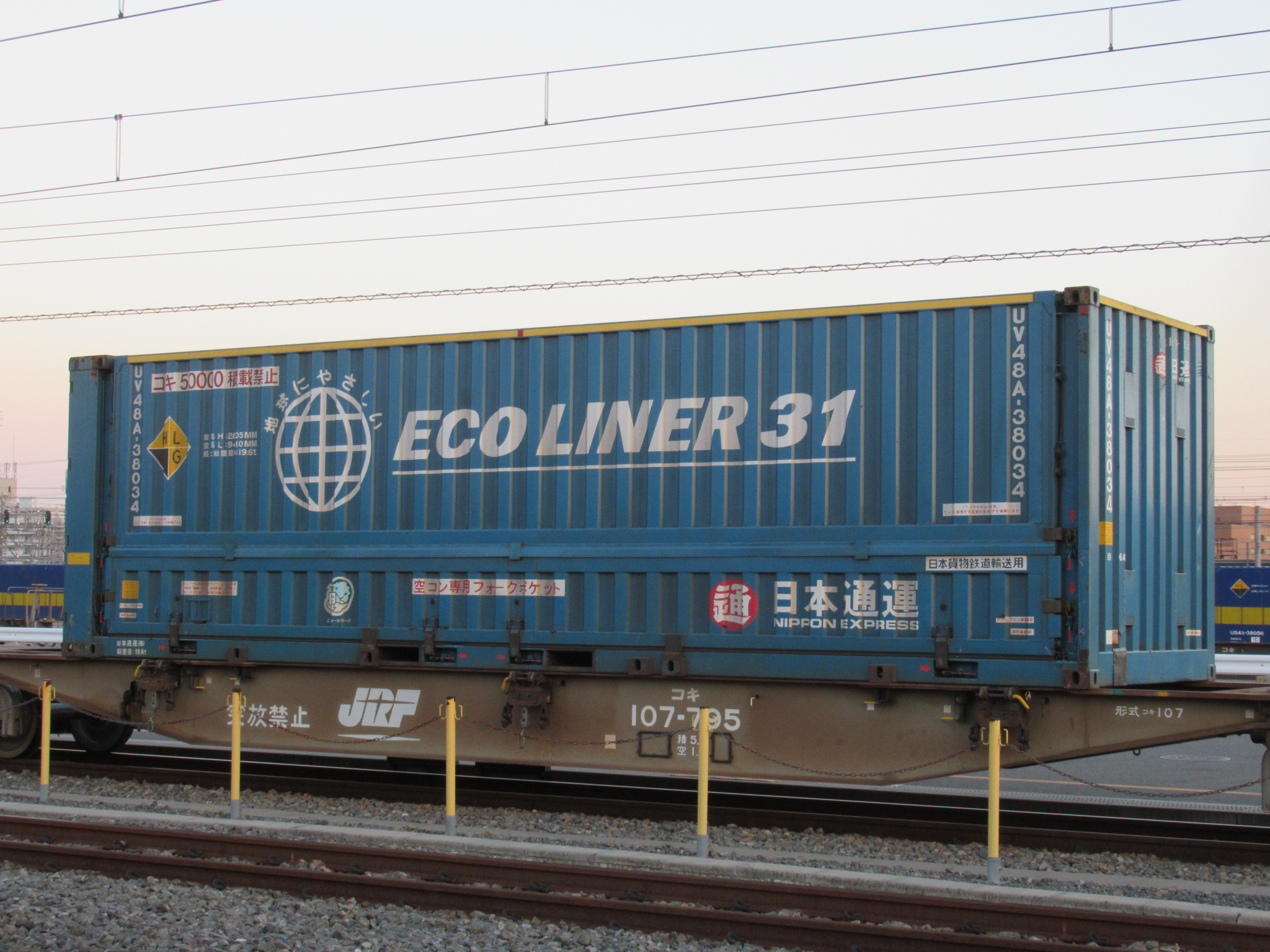
UV48A-38034 コキ50000積載禁止表記あり
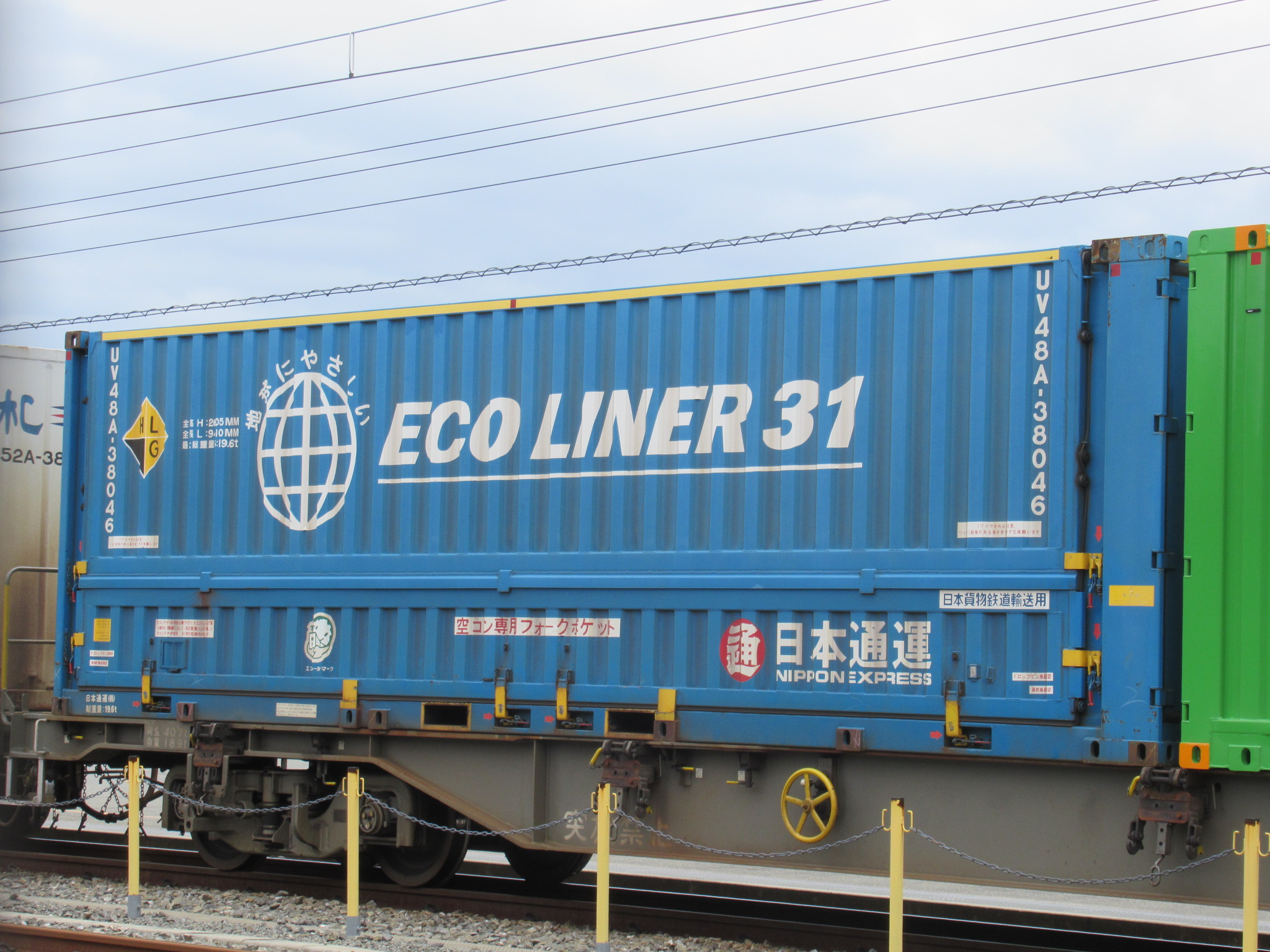
UV48A-38046 禁止表記なし

38021 - 38075（55個）
日本通運所有。日通商事製作。片妻側一方開き、両側フルウイング仕様。規格外・ハローマーク（ 全高2,605 mm = H 表記、全長9,410 mm = L 表記、最大総重量19.6 t = G ）表記あり。
※「ECO LINER 31」表記。エコレールマークの位置がU47A形と同じ位置に戻ったがコキ50000積載禁止の表記の位置は38001～38020と同じく、やや上よりになっている。38041以降のロットからコキ50000積載禁止の表記が省略され38061以降はハローマークの位置が上に移動した。
38076 - 38153（78個）
日本通運所有。日通商事製作。片妻側一方開き、両側フルウイング仕様。規格外・ハローマーク（ 全高2,605 mm = H 表記、全長9,410 mm = L 表記、最大総重量20.25 t。 ）表記あり。
※内航船での輸送が可能。「Ｒ＆Ｓ」(RAIL&SEA)の表記がある。

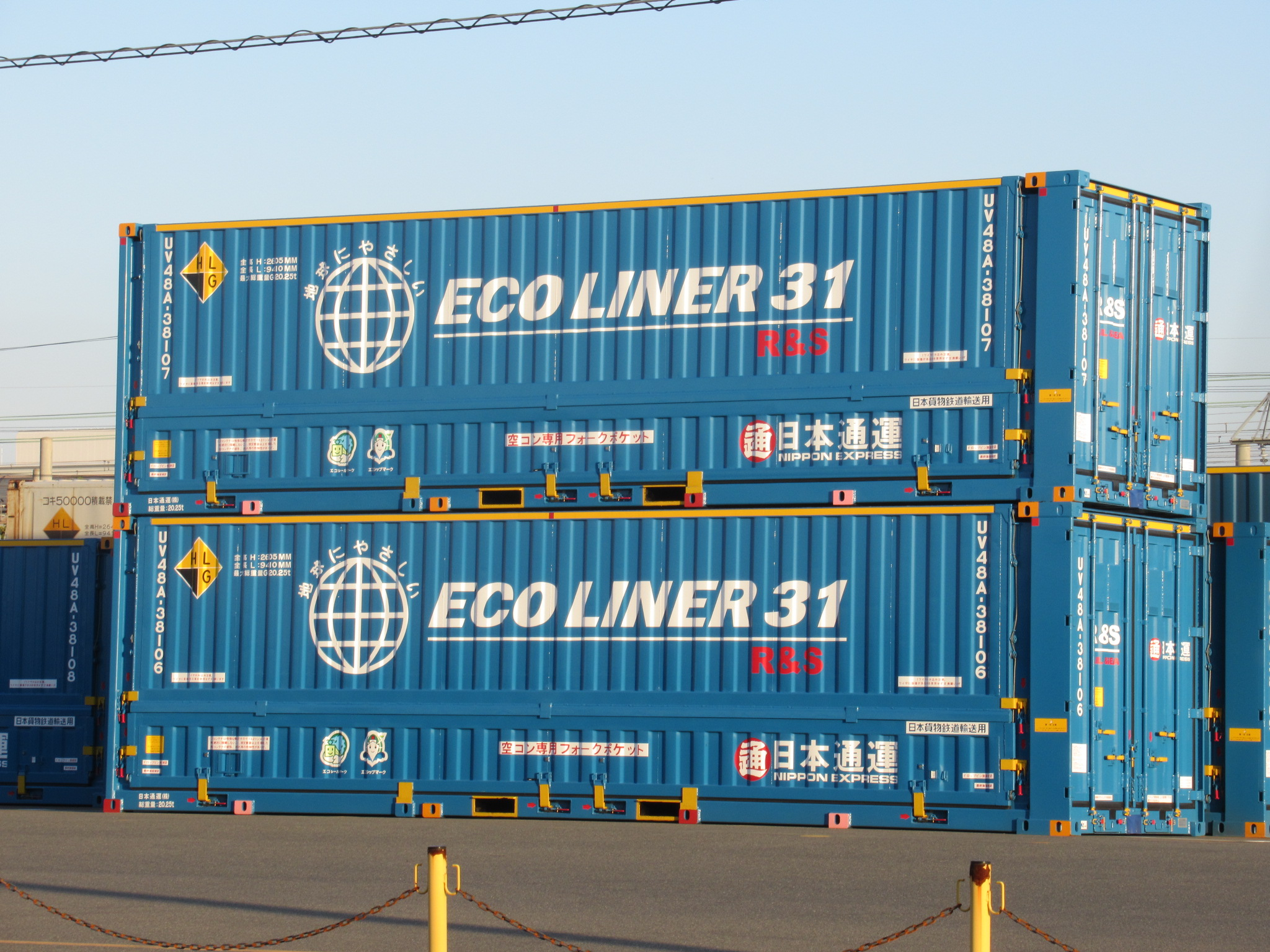
UV48A-38106

38154 - 38163 (10個)
日本通運所有。
ロゴマークが◯通からNXロゴに変更された。それ以外は従来のECOLINER31 R&Sと同一。また従来の◯通のコンテナも他のECOLINER31シリーズを始めとしNXロゴに張替えが進められている。
38164～
日本通運所有。
U46A形と同じ紺色になりNXロゴとECOLINER31の位置が入れ替わった。仕様は従来と同じR&S仕様。